# Amaarae
Amaarae，本名为阿玛·瑟尔瓦·根菲（英語：Ama Serwah Genfi），出生于1994年7月4日，是一位美国女歌手、词曲作者、制作人兼工程师，因在音乐中表现出性别和种族课题而闻名，代表作有与卡莉·乌奇斯合作的《Sad Girlz Luv Money》。